# Uladzislaŭ Kulesj
Uladzislaŭ Vjatjaslavavitj Kulesj (belarusiska: Уладзіслаў Вячаслававіч Кулеш), född 28 maj 1996 i Homel, är en belarusisk handbollsspelare (vänsternia). Han spelar för TSV Hannover-Burgdorf och Belarus landslag.